# Convento greco-ortodosso di Nostra Signora di Seidnaya
Il Convento greco-ortodosso di Nostra Signora di Seidnaya fu fondato dall'imperatore bizantino Giustiniano I nel VI secolo.

## Storia

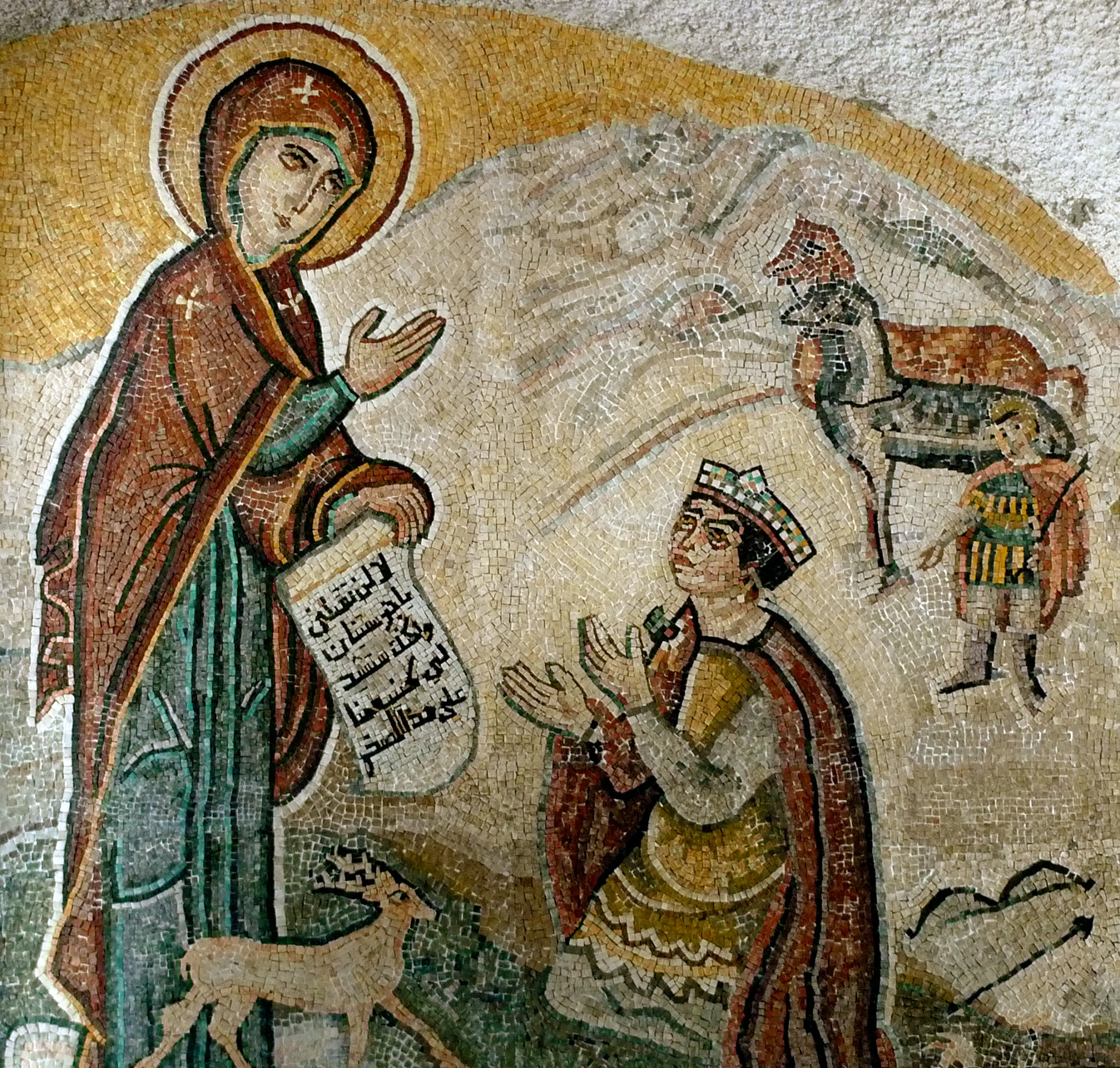
Mosaico dell'apparizione della Vergine a Giustiniano; tiene in mano una pergamena spiegata con testo arabo : لا لن تقتلني يا جوستنيان ولكنك ستشيد لي كنيسة هنا على هذا الصخر ("No, non mi ucciderai, Giustiniano, ma costruirai una chiesa per me, qui, su questa roccia").

Il convento fu fondato nel VI secolo dall'imperatore bizantino Giustiniano I, a cui la Vergine era apparsa prima sotto forma di gazzella.
Fu chiamato "Notre-Dame de Sardenaye" nelle Cronache delle Crociate.